# Mount Mulach
Mount Mulach är ett berg i Antarktis. Det ligger i Östantarktis. Nya Zeeland gör anspråk på området. Toppen på Mount Mulach är 1 080 meter över havet.
Terrängen runt Mount Mulach är varierad. Trakten är obefolkad. Det finns inga samhällen i närheten.